# Valluércanes
Valluércanes – gmina w Hiszpanii, w prowincji Burgos, w Kastylii i León, o powierzchni 27,2 km². W 2011 roku gmina liczyła 79 mieszkańców.